# Stazioni ferroviarie del Giappone (F)
| Stazioni ferroviarie del Giappone | Stazioni ferroviarie del Giappone | Stazioni ferroviarie del Giappone | Stazioni ferroviarie del Giappone | Stazioni ferroviarie del Giappone | Stazioni ferroviarie del Giappone | Stazioni ferroviarie del Giappone | Stazioni ferroviarie del Giappone | Stazioni ferroviarie del Giappone | Stazioni ferroviarie del Giappone | Stazioni ferroviarie del Giappone | Stazioni ferroviarie del Giappone | Stazioni ferroviarie del Giappone | Stazioni ferroviarie del Giappone | Stazioni ferroviarie del Giappone | Stazioni ferroviarie del Giappone | Stazioni ferroviarie del Giappone | Stazioni ferroviarie del Giappone | Stazioni ferroviarie del Giappone | Stazioni ferroviarie del Giappone | Stazioni ferroviarie del Giappone |
| --------------------------------- | --------------------------------- | --------------------------------- | --------------------------------- | --------------------------------- | --------------------------------- | --------------------------------- | --------------------------------- | --------------------------------- | --------------------------------- | --------------------------------- | --------------------------------- | --------------------------------- | --------------------------------- | --------------------------------- | --------------------------------- | --------------------------------- | --------------------------------- | --------------------------------- | --------------------------------- | --------------------------------- |
| A                                 | B                                 | C                                 | D                                 | E                                 | F                                 | G                                 | H                                 | I                                 | J                                 | KL                                | M                                 | N                                 | OP                                | R                                 | S                                 | T                                 | U                                 | W                                 | Y                                 | Z                                 |

## Lista delle stazioni
| Stazione di Family Kōen-mae          | ファミリー公園前駅（ふぁみりーこうえんまえ）     |
| Stazione di Ferry Terminal           | フェリーターミナル駅                             |
| Stazione di Flower Town              | フラワータウン駅                                 |
| Stazione di Fruits Park              | フルーツパーク駅                                 |
| Stazione di Fubasami                 | 文挟駅（ふばさみ）                               |
| Stazione di Fuchidaka                | 渕高駅（ふちだか）                               |
| Stazione di Fuchigaki                | 淵垣駅（ふちがき）                               |
| Stazione di Fuchinobe                | 淵野辺駅（ふちのべ）                             |
| Stazione di Fuchū (Hiroshima)        | 府中駅 (広島県)（ふちゅう）                      |
| Stazione di Fuchū (Kyoto)            | 府中駅 (京都府)（ふちゅう）                      |
| Stazione di Fuchū (Tokyo)            | 府中駅 (東京都)（ふちゅう）                      |
| Stazione di Fuchū-Hommachi           | 府中本町駅（ふちゅうほんまち）                   |
| Stazione di Fuchū-Usaka              | 婦中鵜坂駅（ふちゅううさか）                     |
| Stazione di Fuchūkeiba-Seimon-mae    | 府中競馬正門前駅（ふちゅうけいばせいもんまえ）   |
| Stazione di Fuda                     | 布田駅（ふだ）                                   |
| Stazione di Fudai                    | 普代駅（ふだい）                                 |
| Stazione di Fudōin-mae               | 不動院前駅（ふどういんまえ）                     |
| Stazione di Fudōmae                  | 不動前駅（ふどうまえ）                           |
| Stazione di Fudōnosawa               | 不動の沢駅（ふどうのさわ）                       |
| Stazione di Fuji                     | 富士駅（ふじ）                                   |
| Stazione di Fujie                    | 藤江駅（ふじえ）                                 |
| Stazione di Fujieda                  | 藤枝駅（ふじえだ）                               |
| Stazione di Fujifilm-mae             | 富士フイルム前駅（ふじふいるむまえ）             |
| Stazione di Fujigaoka (Aichi)        | 藤が丘駅 (愛知県)（ふじがおか）                  |
| Stazione di Fujigaoka (Kanagawa)     | 藤が丘駅 (神奈川県)（ふじがおか）                |
| Stazione di Fujii                    | 藤井駅（ふじい）                                 |
| Stazione di Fujiidera                | 藤井寺駅（ふじいでら）                           |
| Stazione di Fujikawa (Aichi)         | 藤川駅（ふじかわ）                               |
| Stazione di Fujikawa (Shizuoka)      | 富士川駅（ふじかわ）                             |
| Stazione di Fujikoshi                | 不二越駅（ふじこし）                             |
| Stazione di Fujikyu Highland         | 富士急ハイランド駅（ふじきゅうはいらんど）       |
| Stazione di Fujimatsu                | 富士松駅（ふじまつ）                             |
| Stazione di Fujimi                   | 富士見駅（ふじみ）                               |
| Stazione di Fujimichō (Kanagawa)     | 富士見町駅 (神奈川県)（ふじみちょう）            |
| Stazione di Fujimichō (Tottori)      | 富士見町駅 (鳥取県)（ふじみちょう）              |
| Stazione di Fujimidai                | 富士見台駅（ふじみだい）                         |
| Stazione di Fujimigaoka              | 富士見ヶ丘駅（ふじみがおか）                     |
| Stazione di Fujimino                 | ふじみ野駅（ふじみの）                           |
| Stazione di Fujinami (Wakayama)      | 藤並駅（ふじなみ）                               |
| Stazione di Fujinami (Aichi)         | 藤浪駅（ふじなみ）                               |
| Stazione di Fujine (Iwate)           | 藤根駅（ふじね）                                 |
| Stazione di Fujine (Shizuoka)        | 富士根駅（ふじね）                               |
| Stazione di Fujino                   | 藤野駅（ふじの）                                 |
| Stazione di Fujinoki                 | 藤ノ木駅（ふじのき）                             |
| Stazione di Fujinomiya               | 富士宮駅（ふじのみや）                           |
| Stazione di Fujinomori               | 藤森駅（ふじのもり）                             |
| Stazione di Fujinoushijima           | 藤の牛島駅（ふじのうしじま）                     |
| Stazione di Fujioka (Tochigi)        | 藤岡駅（ふじおか）                               |
| Stazione di Fujioka (Shizuoka)       | 富士岡駅（ふじおか）                             |
| Stazione di Fujisaka                 | 藤阪駅（ふじさか）                               |
| Stazione di Fujisaki (Aomori)        | 藤崎駅 (青森県)（ふじさき）                      |
| Stazione di Fujisaki (Fukuoka)       | 藤崎駅 (福岡県)（ふじさき）                      |
| Stazione di Fujisakigū-mae           | 藤崎宮前駅（ふじさきぐうまえ）                   |
| Stazione di Fujisan                  | 富士山駅（ふじさん）                             |
| Stazione di Fujisawa                 | 藤沢駅（ふじさわ）                               |
| Stazione di Fujisawa-Hommachi        | 藤沢本町駅（ふじさわほんまち）                   |
| Stazione di Fujishima                | 藤島駅（ふじしま）                               |
| Stazione di Fujishiro                | 藤代駅（ふじしろ）                               |
| Stazione di Fujita                   | 藤田駅（ふじた）                                 |
| Stazione di Fujitana                 | 藤棚駅（ふじたな）                               |
| Stazione di Fujitec-mae              | フジテック前駅（ふじてっくまえ）                 |
| Stazione di Fujiyama                 | 藤山駅（ふじやま）                               |
| Stazione di Fujiyamashita            | 富士山下駅（ふじやました）                       |
| Stazione di Fujū                     | 藤生駅（ふじゅう）                               |
| Stazione di Fukado                   | 深戸駅（ふかど）                                 |
| Stazione di Fukae (Hyōgo)            | 深江駅 (兵庫県)（ふかえ）                        |
| Stazione di Fukaebashi               | 深江橋駅（ふかえばし）                           |
| Stazione di Fukagawa                 | 深川駅（ふかがわ）                               |
| Stazione di Fukai                    | 深井駅（ふかい）                                 |
| Stazione di Fukakusa                 | 深草駅（ふかくさ）                               |
| Stazione di Fukamizo                 | 深溝駅（ふかみぞ）                               |
| Stazione di Fukata                   | 深田駅（ふかた）                                 |
| Stazione di Fukaura                  | 深浦駅（ふかうら）                               |
| Stazione di Fukaya                   | 深谷駅（ふかや）                                 |
| Stazione di Fukechō                  | 深日町駅（ふけちょう）                           |
| Stazione di Fukekō                   | 深日港駅（ふけこう）                             |
| Stazione di Fuki                     | 富貴駅（ふき）                                   |
| Stazione di Fukiage (Aichi)          | 吹上駅 (愛知県)（ふきあげ）                      |
| Stazione di Fukiage (Saitama)        | 吹上駅 (埼玉県)（ふきあげ）                      |
| Stazione di Fukkōdaimae              | 福工大前駅（ふっこうだいまえ）                   |
| Stazione di Fukkoshi                 | 吹越駅（ふっこし）                               |
| Stazione di Fukōda                   | 深郷田駅（ふこうだ）                             |
| Stazione di Fuku                     | 福駅（ふく）                                     |
| Stazione di Fukube                   | 福部駅（ふくべ）                                 |
| Stazione di Fukuchi                  | 福地駅（ふくち）                                 |
| Stazione di Fukuchiyama              | 福知山駅（ふくちやま）                           |
| Stazione di Fukudaimae               | 福大前駅（ふくだいまえ）                         |
| Stazione di Fukudaimae Nishi-Fukui   | 福大前西福井駅（ふくだいまえにしふくい）         |
| Stazione di Fukudamachi              | 福田町駅（ふくだまち）                           |
| Stazione di Fukue                    | 福江駅（ふくえ）                                 |
| Stazione di Fukugami                 | 福神駅（ふくがみ）                               |
| Stazione di Fukugawa                 | 福川駅（ふくがわ）                               |
| Stazione di Fukuhara                 | 福原駅（ふくはら）                               |
| Stazione di Fukui (Tochigi)          | 福居駅（ふくい）                                 |
| Stazione di Fukui (Fukui)            | 福井駅 (福井県)（ふくい）                        |
| Stazione di Fukui (Okayama)          | 福井駅 (岡山県)（ふくい）                        |
| Stazione di Fukui-Ekimae             | 福井駅前駅（ふくいえきまえ）                     |
| Stazione di Fukuiguchi               | 福井口駅（ふくいぐち）                           |
| Stazione di Fukuma                   | 福間駅（ふくま）                                 |
| Stazione di Fukumitsu                | 福光駅（ふくみつ）                               |
| Stazione di Fukuno (Gifu)            | 福野駅 (岐阜県)（ふくの）                        |
| Stazione di Fukuno (Toyama)          | 福野駅 (富山県)（ふくの）                        |
| Stazione di Fukuoka                  | 福岡駅（ふくおか）                               |
| Stazione di Fukuoka Kamotsu Terminal | 福岡貨物ターミナル駅（ふくおかかもつたーみなる） |
| Stazione di Fukuokakūkō              | 福岡空港駅（ふくおかくうこう）                   |
| Stazione di Fukuonji                 | 福音寺駅（ふくおんじ）                           |
| Stazione di Fukura                   | 吹浦駅（ふくら）                                 |
| Stazione di Fukuro                   | 袋駅（ふくろ）                                   |
| Stazione di Fukuroda                 | 袋田駅（ふくろだ）                               |
| Stazione di Fukurogura               | 袋倉駅（ふくろぐら）                             |
| Stazione di Fukuroi                  | 袋井駅（ふくろい）                               |
| Fukuro-machi                         | 袋町駅（ふくろまち）                             |
| Stazione di Fukusaki                 | 福崎駅（ふくさき）                               |
| Stazione di Fukushima (Fukushima)    | 福島駅 (福島県)（ふくしま）                      |
| Stazione di Fukushima (Ōsaka)        | 福島駅 (大阪府)（ふくしま）                      |
| Stazione di Fukushima-chō            | 福島町駅（ふくしまちょう）                       |
| Stazione di Fukushimagakuin-mae      | 福島学院前駅（ふくしまがくいんまえ）             |
| Stazione di Fukushimaguchi           | 福島口駅（ふくしまぐち）                         |
| Stazione di Fukushima-Imamachi       | 福島今町駅（ふくしまいままち）                   |
| Stazione di Fukushima-Takamatsu      | 福島高松駅（ふくしまたかまつ）                   |
| Stazione di Fukutawara               | 福俵駅（ふくたわら）                             |
| Stazione di Fukuura                  | 福浦駅（ふくうら）                               |
| Stazione di Fukuwatari               | 福渡駅（ふくわたり）                             |
| Stazione di Fukuyama                 | 福山駅（ふくやま）                               |
| Stazione di Fukuyoshi                | 福吉駅（ふくよし）                               |
| Stazione di Fukuyō                   | 福用駅（ふくよう）                               |
| Stazione di Fukuzumi                 | 福住駅（ふくずみ）                               |
| Stazione di Fuminosato               | 文の里駅（ふみのさと）                           |
| Stazione di Funabashi                | 船橋駅（ふなばし）                               |
| Stazione di Funabashi-Hōten          | 船橋法典駅（ふなばしほうてん）                   |
| Stazione di Funabashi-Keibajō        | 船橋競馬場駅（ふなばしけいばじょう）             |
| Stazione di Funabashi-Nichidaimae    | 船橋日大前駅（ふなばしにちだいまえ）             |
| Stazione di Funabori                 | 船堀駅（ふなぼり）                               |
| Stazione di Funagata                 | 舟形駅（ふながた）                               |
| Stazione di Funahirayama             | 船平山駅（ふなひらやま）                         |
| Stazione di Funairi-hon-machi        | 舟入本町駅（ふないりほんまち）                   |
| Stazione di Funairi-kawaguchi-chō    | 舟入川口町駅（ふないりかわぐちちょう）           |
| Stazione di Funairi-machi            | 舟入町駅（ふないりまち）                         |
| Stazione di Funairi-minami-machi     | 舟入南町駅（ふないりみなみまち）                 |
| Stazione di Funairi-saiwai-chō       | 舟入幸町駅（ふないりさいわいちょう）             |
| Stazione di Funakoshi                | 船越駅（ふなこし）                               |
| Stazione di Funamachi                | 船町駅（ふなまち）                               |
| Stazione di Funamachiguchi           | 船町口駅（ふなまちぐち）                         |
| Stazione di Funao (Fukuoka)          | 船尾駅 (福岡県)（ふなお）                        |
| Stazione di Funao (Osaka)            | 船尾駅 (大阪府)（ふなお）                        |
| Stazione di Funaoka (Kyoto)          | 船岡駅 (京都府)（ふなおか）                      |
| Stazione di Funaoka (Miyagi)         | 船岡駅 (宮城県)（ふなおか）                      |
| Stazione di Funasa                   | 船佐駅（ふなさ）                                 |
| Stazione di Funato                   | 船戸駅（ふなと）                                 |
| Stazione di Funatsu (Kihoku)         | 船津駅 (三重県紀北町)（ふなつ）                  |
| Stazione di Funatsu (Toba)           | 船津駅 (三重県鳥羽市)（ふなつ）                  |
| Stazione di Funehiki                 | 船引駅（ふねひき）                               |
| Stazione di Fūren                    | 風連駅（ふうれん）                               |
| Stazione di Fune-no-kagakukan        | 船の科学館駅（ふねのかがくかん）                 |
| Stazione di Furano                   | 富良野駅（ふらの）                               |
| Stazione di Fureai-Shōriki           | ふれあい生力駅（ふれあいしょうりき）             |
| Stazione di Furudate                 | 古館駅（ふるだて）                               |
| Furue                                | 古江駅（ふるえ）                                 |
| Stazione di Furugō                   | 古国府駅（ふるごう）                             |
| Stazione di Furuichi (Hiroshima)     | 古市駅 (広島県)（ふるいち）                      |
| Stazione di Furuichi (Hyōgo)         | 古市駅 (兵庫県)（ふるいち）                      |
| Stazione di Furuichi (Osaka)         | 古市駅 (大阪府)（ふるいち）                      |
| Stazione di Furuichibashi            | 古市橋駅（ふるいちばし）                         |
| Stazione di Furujima                 | 古島駅（ふるじま）                               |
| Stazione di Furukawa                 | 古川駅（ふるかわ）                               |
| Stazione di Furukawabashi            | 古川橋駅（ふるかわばし）                         |
| Stazione di Furukuchi                | 古口駅（ふるくち）                               |
| Stazione di Furuma                   | 古間駅（ふるま）                                 |
| Stazione di Furusan                  | 古山駅（ふるさん）                               |
| Stazione di Furusatokōen             | ふるさと公園駅（ふるさとこうえん）               |
| Stazione di Furuse                   | 古瀬駅（ふるせ）                                 |
| Stazione di Furushō                  | 古庄駅（ふるしょう）                             |
| Stazione di Furutakamatsu            | 古高松駅（ふるたかまつ）                         |
| Stazione di Furutakamatsu-Minami     | 古高松南駅（ふるたかまつみなみ）                 |
| Stazione di Furutsu                  | 古津駅（ふるつ）                                 |
| Stazione di Fusa                     | 布佐駅（ふさ）                                   |
| Stazione di Fusamoto                 | 総元駅（ふさもと）                               |
| Stazione di Fusazaki                 | 房前駅（ふさざき）                               |
| Stazione di Fuse                     | 布施駅（ふせ）                                   |
| Stazione di Fushiki                  | 伏木駅（ふしき）                                 |
| Stazione di Fushimi (Aichi)          | 伏見駅 (愛知県)（ふしみ）                        |
| Stazione di Fushimi (Kyoto)          | 伏見駅 (京都府)（ふしみ）                        |
| Stazione di Fushimi-Inari            | 伏見稲荷駅（ふしみいなり）                       |
| Stazione di Fushimi-Momoyama         | 伏見桃山駅（ふしみももやま）                     |
| Stazione di Fushiya                  | 伏屋駅（ふしや）                                 |
| Stazione di Fusō                     | 扶桑駅（ふそう）                                 |
| Stazione di Fussa                    | 福生駅(ふっさ)                                   |
| Stazione di Futaba                   | 双葉駅（ふたば）                                 |
| Stazione di Futada                   | 二田駅（ふただ）                                 |
| Stazione di Futagawa                 | 二川駅（ふたがわ）                               |
| Stazione di Futago                   | 二子駅（ふたご）                                 |
| Stazione di Futaiwa                  | 双岩駅（ふたいわ）                               |
| Stazione di Futajima                 | 二島駅（ふたじま）                               |
| Stazione di Futako-Shinchi           | 二子新地駅（ふたこしんち）                       |
| Stazione di Futako-Tamagawa          | 二子玉川駅（ふたこたまがわ）                     |
| Stazione di Futamata (Hokkaido)      | 二股駅（ふたまた）                               |
| Stazione di Futamata (Kyoto)         | 二俣駅（ふたまた）                               |
| Stazione di Futamatagawa             | 二俣川駅（ふたまたがわ）                         |
| Stazione di Futamata-Hommachi        | 二俣本町駅（ふたまたほんまち）                   |
| Stazione di Futamatao                | 二俣尾駅（ふたまたお）                           |
| Stazione di Futamata-Shimmachi       | 二俣新町駅（ふたまたしんまち）                   |
| Stazione di Futaminoura              | 二見浦駅（ふたみのうら）                         |
| Stazione di Futana                   | 二名駅（ふたな）                                 |
| Stazione di Futatsui                 | 二ツ井駅（ふたつい）                             |
| Stazione di Futatsuiri               | 二ツ杁駅（ふたついり）                           |
| Stazione di Futatsuka                | 二塚駅（ふたつか）                               |
| Stazione di Futawa-Mukōdai           | 二和向台駅（ふたわむこうだい）                   |
| Stazione di Futo                     | 富戸駅（ふと）                                   |
| Stazione di Futomi                   | 太海駅（ふとみ）                                 |
| Stazione di Futsukaichi              | 二日市駅（ふつかいち）                           |
| Stazione di Futto                    | 布土駅（ふっと）                                 |
| Stazione di Fuwa-Ishiki              | 不破一色駅（ふわいしき）                         |
| Stazione di Fuya                     | 府屋駅（ふや）                                   |
| Stazione di Fuzokuchūgaku-mae        | 附属中学前駅（ふぞくちゅうがくまえ）             |